# Josef Scherer (Architekt)

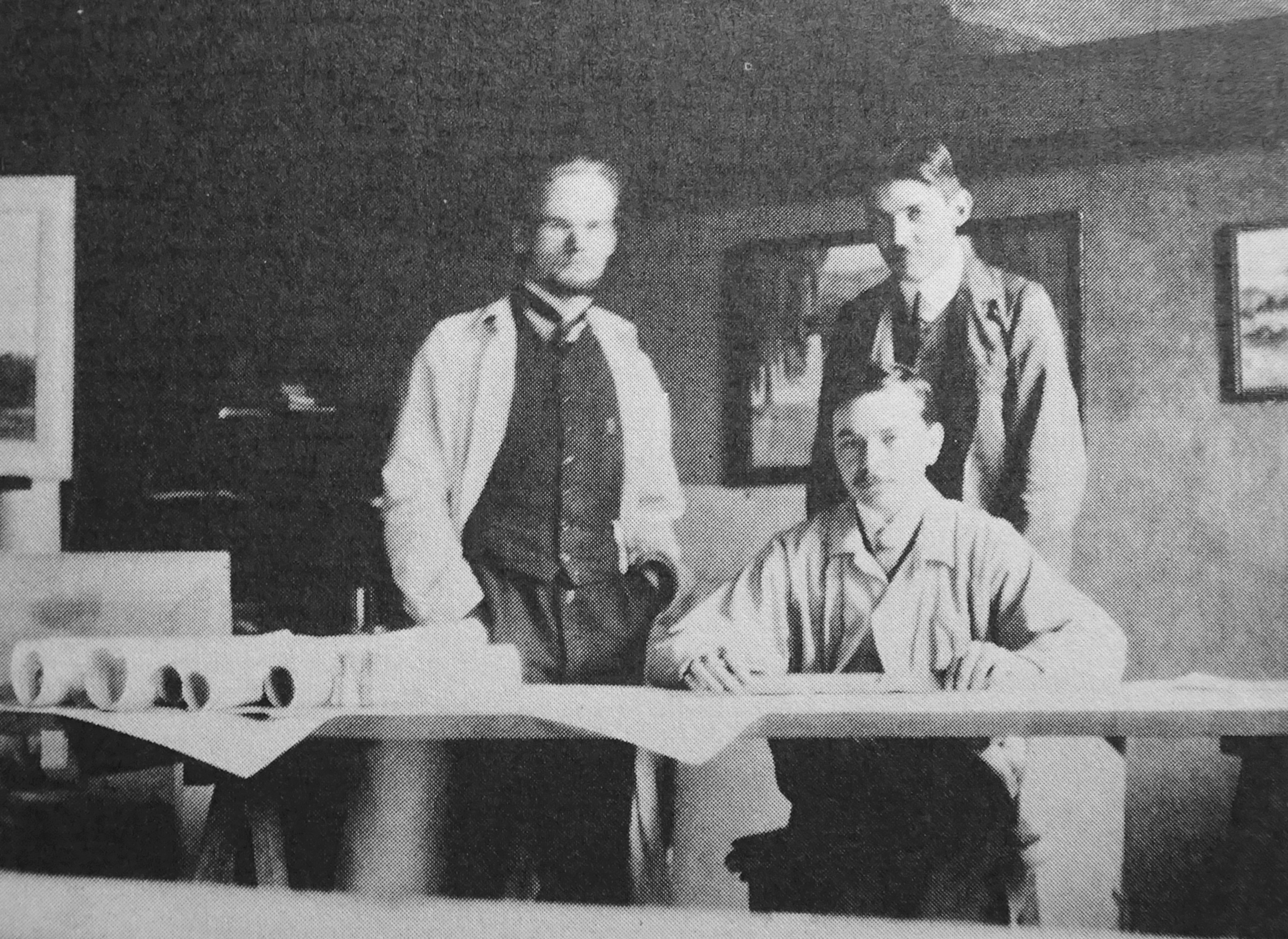
In Bruno Möhrings Büro, Berlin 1908: Bruno Möhring (links), Josef Scherer (sitzend) und der schwedische Architekt Sigurd Lewerentz

Josef Scherer (* 19. März 1882 in Grunertshofen, Oberbayern; † nach 1935) war ein hauptsächlich in Berlin wirkender deutscher Architekt.

## Leben und Wirken

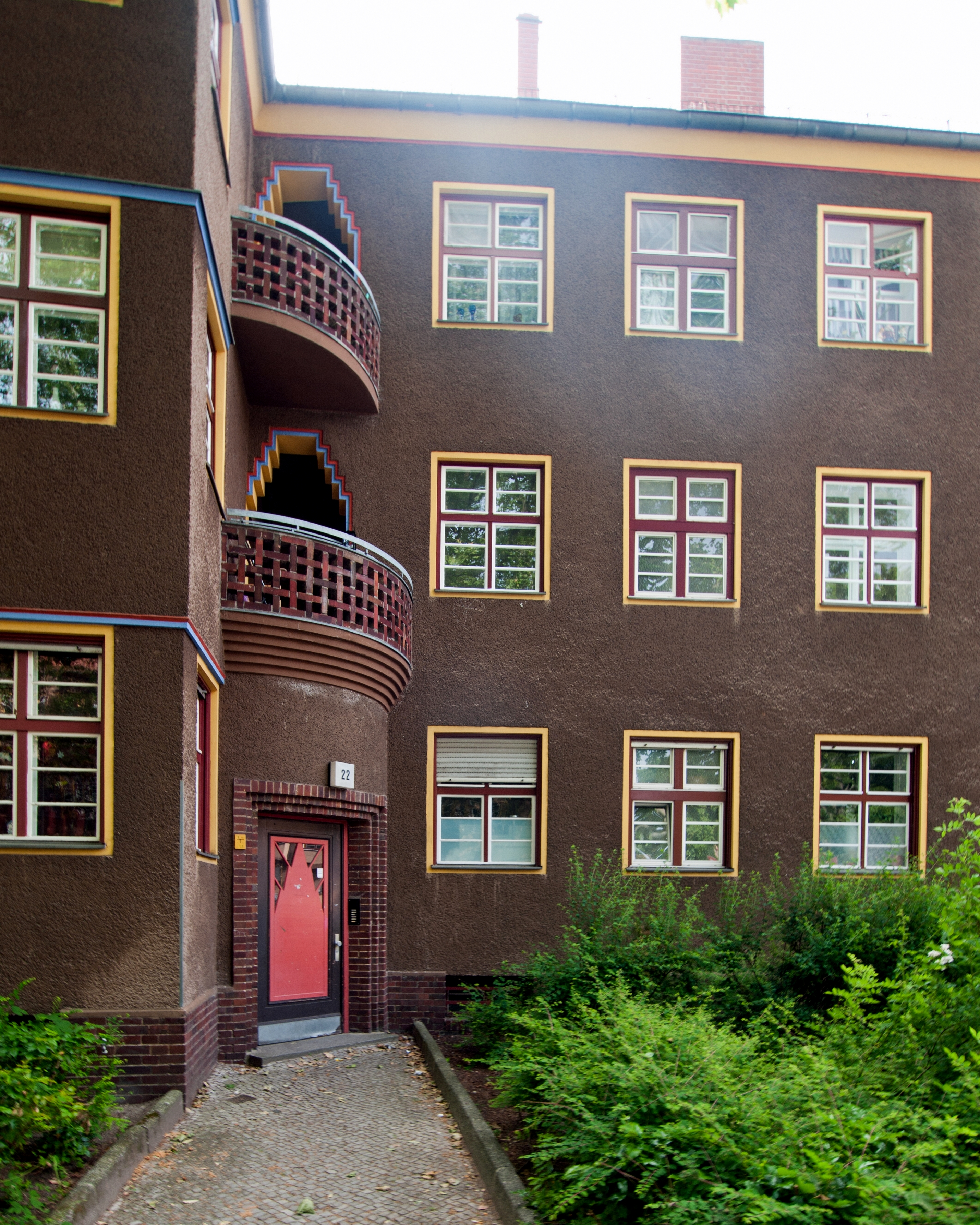
Siedlung Paddenpuhl am Breitkopfbecken

Über das Leben von Josef Scherer ist wenig bekannt. Im Zeitraum 1908/1909 war er Mitarbeiter im Architekturbüro von Bruno Möhring. Ab 1919 betrieb er ein eigenes Architekturbüro in Berlin-Lichterfelde, und zwischen 1920 und 1929 ist eine Zusammenarbeit (Sozietät?) mit dem Architekten Heinrich Aeppli nachzuweisen. Die erhaltenen Dokumente beziehen sich auf unterschiedliche Architekturwettbewerbe und Bauaufträge: ein Beitrag zum Schinkelwettbewerb (1909), ein Wettbewerbsentwurf zum Bismarck-National-Denkmal auf der Elisenhöhe bei Bingerbrück (1910), ein Entwurf für ein Friedhofstor im damaligen Nieder Ullersdorf (heute Dolní Oldřiš) (1918), die Planungen einer katholischen Kirche in Fürstenberg an der Oder (1919) und einer Mittelschule in Velten (1921), ein Entwurf für die Neue Königliche Oper Berlin (1913), ein Gestaltungsvorschlag für den Münsterplatz in Ulm (1924), ein Konzept für eine Dorfanlage im besetzten Polen (1940). Im Jahre 1922 entwarf er zusammen mit Heinrich Aeppli den Umbau des Veltener Elektrizitätswerks zum Rathaus Velten.
Für Berlin sind die Wohnungsbauten bedeutend. Zusammen mit Aeppli konzipierte Scherer 1927 im Auftrag der Bauland Groß-Berlin AG in Berlin-Steglitz Wohnkomplexe. Um dieselbe Zeit wurde auch in Berlin-Reinickendorf mit dem Bau der Siedlung Paddenpuhl durch den Architekten Fritz Beyer begonnen, die Scherer zusammen mit den Architekten Erich Dieckmann in den 1930er Jahren erweiterte.